# Chebucto Head
Chebucto Head är en udde i Kanada.   Den ligger i provinsen Nova Scotia, i den sydöstra delen av landet, 1 000 km öster om huvudstaden Ottawa.
Terrängen inåt land är platt. Havet är nära Chebucto Head åt sydost. Trakten är tätbefolkad. Närmaste större samhälle är Halifax, 16,7 km norr om Chebucto Head. 